# Darreh Jīr
Darreh Jīr (persiska: دره جیر) är en ort i Iran.   Den ligger i provinsen Gilan, i den norra delen av landet, 210 km nordväst om huvudstaden Teheran. Darreh Jīr ligger 29 meter över havet och antalet invånare är 215.
Terrängen runt Darreh Jīr är kuperad åt sydost, men åt nordväst är den platt. Runt Darreh Jīr är det ganska tätbefolkat, med 155 invånare per kvadratkilometer. Närmaste större samhälle är Lāhījān, 4,4 km norr om Darreh Jīr. Omgivningarna runt Darreh Jīr är en mosaik av jordbruksmark och naturlig växtlighet.